# Wolfgang Draeger
Wolfgang Herbert Kurt Draeger (* 9. Januar 1928 in Berlin; † 23. Januar 2023 in Hamburg) war ein deutscher Schauspieler, Synchronsprecher und Hörspielsprecher. Er wurde unter anderem als Sprecher für Woody Allen bekannt. 

## Leben
Wolfgang Draeger wuchs als Sohn eines Kaufmanns im Berliner Bezirk Wedding auf. Seine Schauspielausbildung absolvierte er am Konservatorium für Musik und Darstellende Kunst in Berlin-Reinickendorf unter Wilhelm Althaus und erhielt erste Bühnenengagements in Sachsen-Anhalt, Potsdam und Berlin. 1955 gehörte er zudem den Kabarettgruppen Die Stachelschweine und Die Frischlinge an.
Während Draeger selbst als Schauspieler außerhalb der Theaterbühne nur wenig präsent war (unter anderem in mehreren Märchenfilmen der frühen 1950er Jahre), ist seine Stimme einem breiten Publikum vertraut. Neben einer Tätigkeit als Rundfunksprecher für den RIAS und den NWDR war er ab 1952 umfangreich in der Synchronisation tätig. Dabei lieh er seine Stimme international bekannten Kollegen wie Woody Allen (als von Allen selbst oft gelobter deutscher Standardsprecher), James Cagney (in einer Vielzahl von Neu-Synchronisationen, unter anderem Der öffentliche Feind, Die Braut kam per Nachnahme und Sprung in den Tod), Alain Delon (Halt mal die Bombe, Liebling), Jean-Pierre Léaud (Geraubte Küsse, Tisch und Bett, Liebe auf der Flucht, Zwei Mädchen aus Wales und die Liebe zum Kontinent), Eric Idle (als Sir Robin in Monty Python und Die Ritter der Kokosnuß), Jack Lemmon (in dessen Oscar-prämierter Rolle in Rettet den Tiger), Dudley Moore (Monte Carlo Rallye), Jack Nicholson (Die Sünde lockt), Oliver Reed (Schlag 12 in London) und Gene Wilder (Trans-Amerika-Express). 
Darüber hinaus synchronisierte er zum Beispiel Roman Polański in Chinatown, Inspector Gadget in der gleichnamigen Trickserie, Bob Denver (als Gilligan in der Serie Gilligans Insel), George Harrison in den Beatles-Filmen Yeah! Yeah! Yeah! und Hi-Hi-Hilfe!, den Vogel Bibo in der Sesamstraße sowie Ameise Z im DreamWorks-Film Antz. Ab Mitte der 1990er Jahre hatte sich Draeger weitestgehend von der Synchronarbeit zurückgezogen und sprach fast nur noch Woody Allen.
Daneben arbeitete er bei zahlreichen Hörspielproduktionen wie TKKG, Professor Mobilux, Asterix oder Die drei ??? mit; hier war er, nach einigen Nebenrollen, Nachfolger von Horst Frank und Günther Flesch als Stammsprecher der Figur des Kommissar Reynolds. In den TKKG-Folgen 182 bis 220 übernahm er wieder die Rolle des Emil Glockner, die er zuvor bereits in den ersten 35 Folgen gesprochen hatte.
Wolfgang Draeger war mit der Schauspielkollegin Rosemarie Eick (1927–1989) verheiratet. Aus dieser Ehe stammt ein Sohn (1953–2018) und eine Tochter (* 1956). Nach der Scheidung heiratete er das Model Marianne Klawitter (1937–2018), aus deren Verbindung die Kinder Kerstin und Sascha Draeger stammen, die ebenfalls als Schauspieler und Synchronsprecher aktiv sind. Draeger lebte ab 1980 in Hamburg, wo er im Januar 2023 im Alter von 95 Jahren starb.

## Filmografie (Auswahl)
- 1939/41: Kadetten
- 1956: Tischlein, deck dich
- 1957: Die Gänsemagd
- 1958: Piefke, der Schrecken der Kompanie
- 1973: Der Tanzstunden-Report
- 1975: Straßen der Nacht
- 1980: Mein Gott, Willi!
- 1990: Das Erbe der Guldenburgs (3x08: Das fremde Land)

## Auszeichnungen
- 2013: Ohrkanus-Hörbuch- und Hörspielpreis Ehrenpreis für das Lebenswerk[3]